# Château de Baudry (Cerelles)
Le château de Baudry est un château situé dans la commune de Cerelles, dans le département d'Indre-et-Loire, tandis que son domaine boisé s'étend sur les trois communes de Cerelles, Chanceaux-sur-Choisille et Nouzilly.

## Historique
L'imposant domaine boisé de Baudry, traversé par deux bras de Choisille, s'étend sur trois villages : Cerelles, Chanceaux-sur-Choisille et Nouzilly, le château étant sur le ban de Cerelles. Décrits et loués par nombre de visiteurs, ses jardins lui ont même valu d'être surnommé au XIXe siècle « le Versailles de la Touraine du nord ».
XIIIe siècle
Des vestiges d'une maison fortifiée du XIIIe siècle sont encore visibles dans les soubassements du château. Le fief est alors propriété de l'abbaye de Saint-Julien et dépend de sa châtellenie de Châtenay. Le premier propriétaire connu est Guillaume Juton.
XVIe siècle
Le logis est probablement reconstruit et agrandi à la Renaissance par Guillaume Bohier, qui fut maire de Tours, ou par son fils Claude Bohier.
En 1585, le propriétaire suivant, César Forget, obtient du roi l'autorisation de faire clore « sa maison de Baudry en Serelles » de fossés, tourelles et pont-levis. Il est Trésorier général de France en la généralité de Tours et maire de cette ville de 1592 à 1594, ce qui lui vaut d'y accueillir Henri IV. On lui doit sans doute les deux petites tours carrées de la façade nord. Le domaine passe ensuite à ses héritiers, Charles Forget, écuyer, seigneur de Baudry, puis le « noble et discret Jean Forget, trésorier de l'église de Tours » et ses cohéritiers qui ne peuvent en assumer la charge, pour cause de faillite. En 1633, par vente judiciaire, la seigneurie de Baudry est achetée par Jean Taschereau, bourgeois de la ville de Tours, échevin, marchand en gros de drap et de soie.
XVIIe et XVIIIe siècles
Pendant 200 ans, de 1633 à 1824, six générations de Tashereau se succèdent à Baudry. Les quatre premières s'attachent particulièrement à restructurer, agrandir et embellir le château tout en préservant une partie du château Renaissance : Jean Taschereau lui-même, son fils Gabriel Taschereau des Linières et de Baudry, son petit-fils Jean, deuxième du nom (né en 1645), et le fils de ce dernier, le célèbre Gabriel Taschereau de Baudry (1673-1755).
Le château agrandi est composé d'un corps principal avec deux ailes en retour d'équerre flanquées de pavillons irréguliers. Le long corps de bâtiment en briques et pierres de taille, daté de 1640, est donc du premier Jean Taschereau. Une chapelle dans l'aile ouest est décrite au XVIIIe siècle comme « richement pourvue » grâce en particulier à un grand retable d'autel et une voûte à caissons armoriés.
Une grande partie des communs et de la ferme, très vaste, date du XVIIe, ainsi qu'un lavoir sur la Choisille, le plus ancien de Touraine.
On attribue au deuxième Jean la création du parc à la française vers 1685 : jardins bordés de canaux rectilignes et orthogonaux, parterres de broderies, parterres potagers, bassins, fontaines et miroir d'eau. Enfin, en 1754, l'épouse du second Gabriel, Philippine Taboureau, engage des travaux de restauration du réseau hydraulique et de nouveaux embellissements du parc.
Le domaine passe ensuite à leur fille Marie-Angélique, épouse de Charles-Nicolas de Malon de Bercy, qui ajoute à Baudry la terre de la Bédouère en 1777. Leur petite-fille Alexandrine de Malon de Bercy, épouse d'Aymard-François, comte de Nicolaï, héritera des deux domaines mais sa mort vers 1824 entraîne la vente des biens cerellois. La propriété, achetée par des marchands de biens, couvre alors 1 126 hectares. L'année suivante, François Victor Masséna, fils du maréchal André Masséna, en achète une partie, et la Bédouère n'en est pas.
Depuis le XIXe siècle
Après ce court intermède se succèdent à Baudry cinq générations de Reille. Le comte Honoré Charles Reille (1775-1860), général de division, l'achète à son beau-frère François Victor Masséna en 1828. La terre de Baudry couvre alors 580 hectares, dont 425 boisés, et comprend le château avec cour d'honneur, maison de régisseur, logement de garde, terrasses, potagers, parterres, pièces d'eau, étang, fermes à Baudry, à la Sillonnière et au Moulin-Neuf à Chanceaux, ferme du moulin de Vauléard à Nouzilly et Cerelles, des maisons à Linières, la Faute, la Renauderie et plus de 350 hectares de bois en taillis, futaies et « gaullis ».
De 1850 à 1853, selon les plans de M. Pellechet, architecte à Paris, il remet le château en état, fait démolir l'aile ouest qui menace ruine et restaurer les façades sud et nord.
Son fils aîné, le général comte André Reille (1815-1887), ajoute de belles grilles de fer à la cour d'honneur timbrées à ses initiales : AR, et remodèle en partie le parc qui comporte un jardin anglais et un jardin paysager. Son neveu le baron Polyeucte Victor Reille (1851-1917), qui hérite du domaine en rachetant leur part aux autres héritiers, va s'employer à « redonner à la propriété son prestige d'antan », aidé en cela par l'architecte Henri-Paul Nénot, de Paris, et l'un des paysagistes français les plus renommés de l'époque : Édouard André. De 1897 à 1900, l'aile orientale du château est complètement reconstruite, une tour cylindrique ajoutée dans l'angle rentrant de la cour, les terrasses sud et nord refaites et beaucoup de baies transformées en portes-fenêtres.
Victor Reille participe activement aux transformations du parc, en dialogue constant avec Édouard André. Il s'agit d'harmoniser château et parc pour obtenir un ensemble « noble et grandiose » selon les termes de ce dernier. En cinq ans, de 1896 à 1901, l'objectif sera parfaitement atteint puisqu'il amènera Jean-Marie Rougé à qualifier Baudry de "Versailles de la Touraine du Nord". En 1905, Victor Reille crée le Rallye Baudry, rendez-vous très prisé des amateurs de chasse à courre. Il sera repris par son fils le baron Karl-André Reille. Demeure privée, il est maintenant habité par le dernier fils de Karl, Antoine Reille, ornithologue.

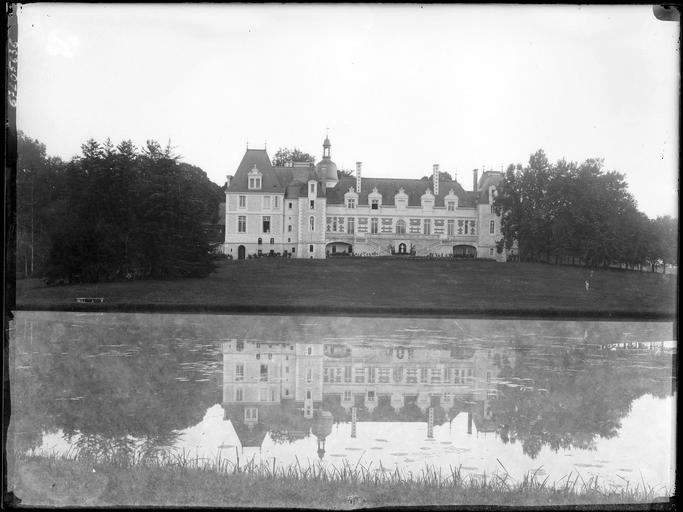
Façade nord, plan d'eau au premier plan
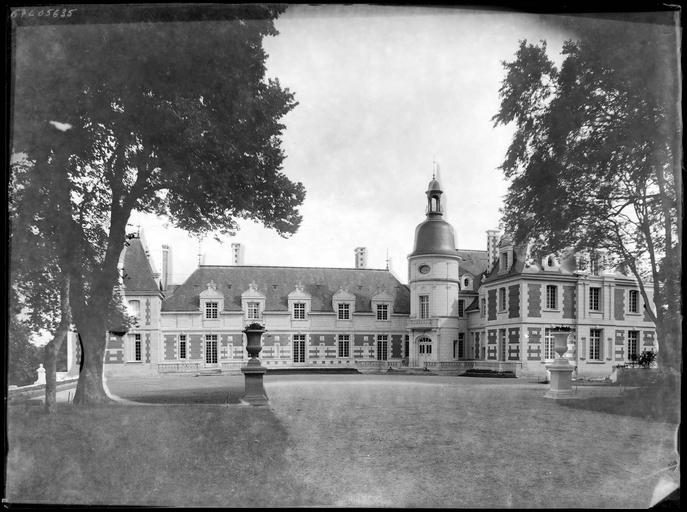
Ensemble sur cour
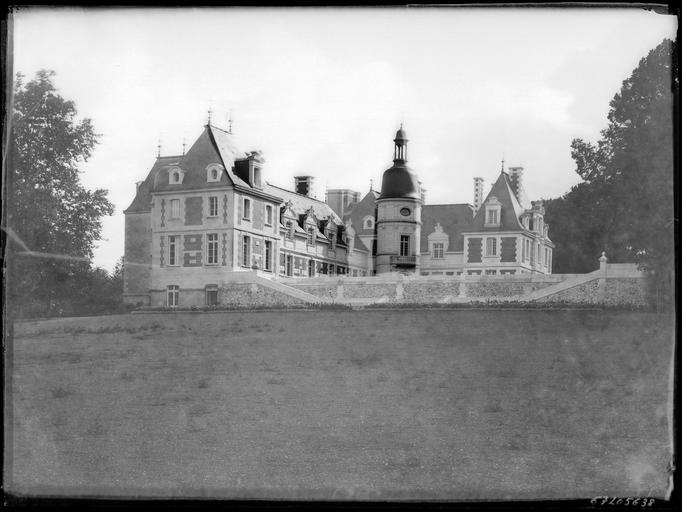
Ensemble sur parc

## Parc: faune et flore
Oiseaux
- En forêt : Nicheurs : Autour, épervier, bondrée apivore, peut-être faucon hobereau (régulièrement observé en saison post-nuptiale). Cinq espèces de pics (noir, vert, mar, épeiche, épeichette). Le pic cendré semble avoir disparu depuis une dizaine d’années. Le torcol a été vu au printemps. Gros bec.

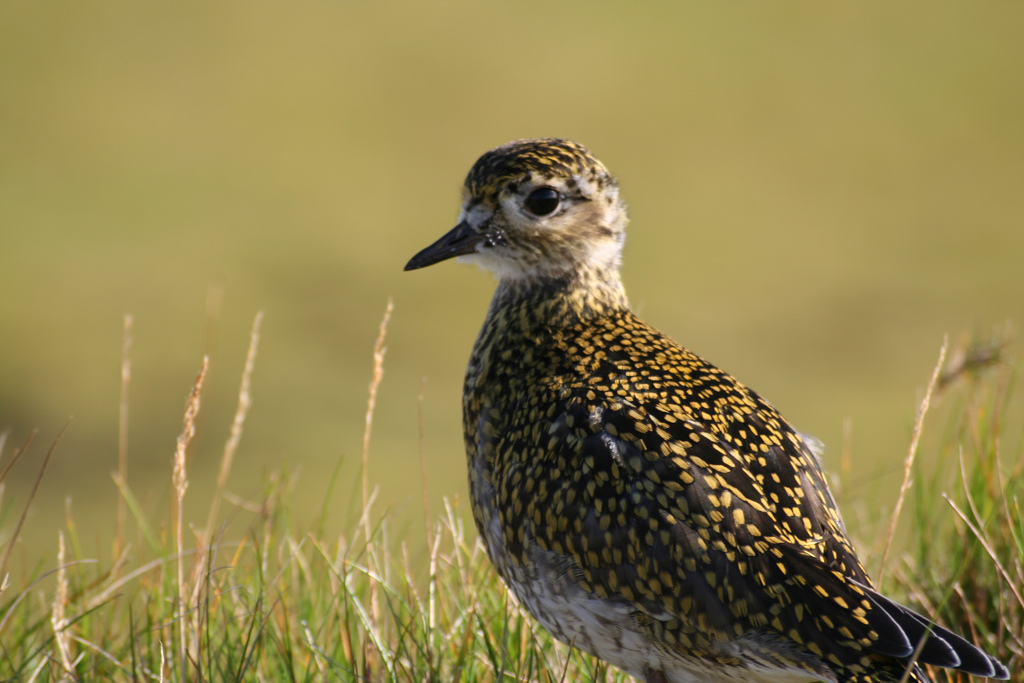
Pluvier doré.
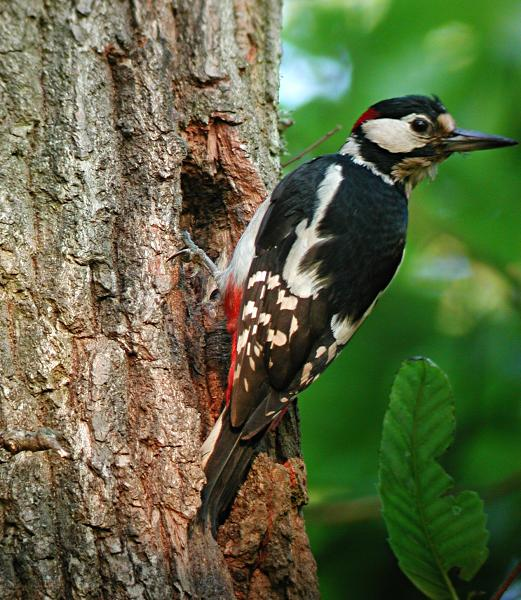
Pic épeiche.
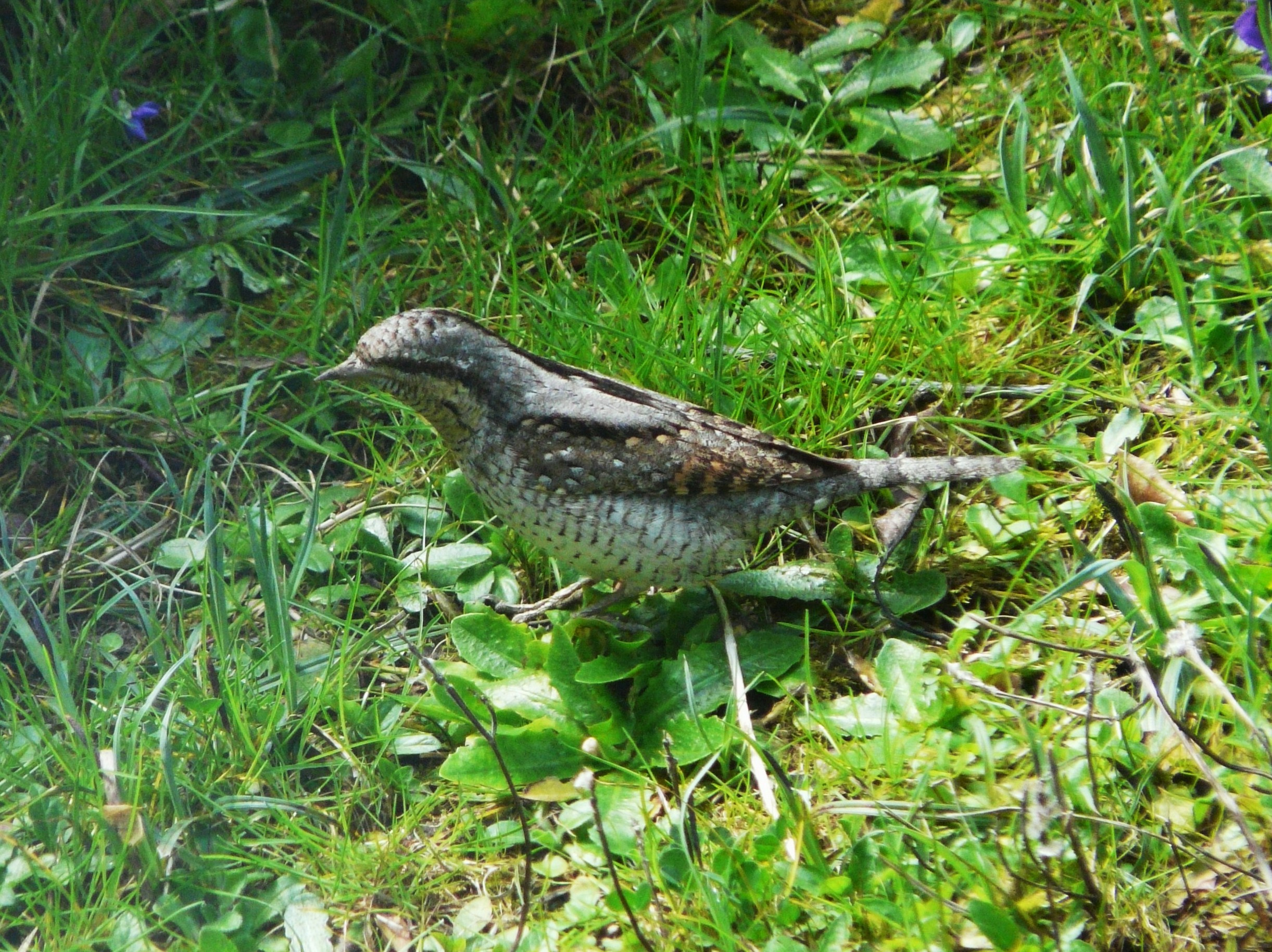
Torcol fourmilier.

- En plaine : Busard Saint-Martin (nicheur certain), busard cendré (nicheur possible), busard des roseaux (occasionnel), faucon émerillon (occasionnel en hiver), œdicnème criard (nicheur probable), pie-grièche écorcheur (occasionnelle), huppe (de passage) bruant proyer. Les bruants jaune et zizi étaient autrefois communs et semblent avoir disparu. En hiver, pluvier doré, en général en compagnie des vanneaux.

Autour des plans d’eau
Martin-pêcheur, héron cendré, héron pourpré (occasionnel, alors qu’il nichait il y a une trentaine d’années), grèbe huppé (occasionnel), grèbe castagneux (ne semble plus nicher depuis que les roselières ont été détruites par les ragondins). Le râle d’eau semble disparu pour les mêmes raisons, tout comme les fauvettes aquatiques.
Apparition récente[Quand ?] mais très régulière de l’aigrette garzette, et surtout de la grande aigrette (vue presque quotidiennement). Passage régulier de balbuzards lors des deux migrations. Observation très occasionnelle de cigogne blanche et noire (1 fois)[Par qui ?].
Enfin à noter lors de l’hiver 2009-2010 six observations de pygargue à queue blanche (dont deux fois un adulte).

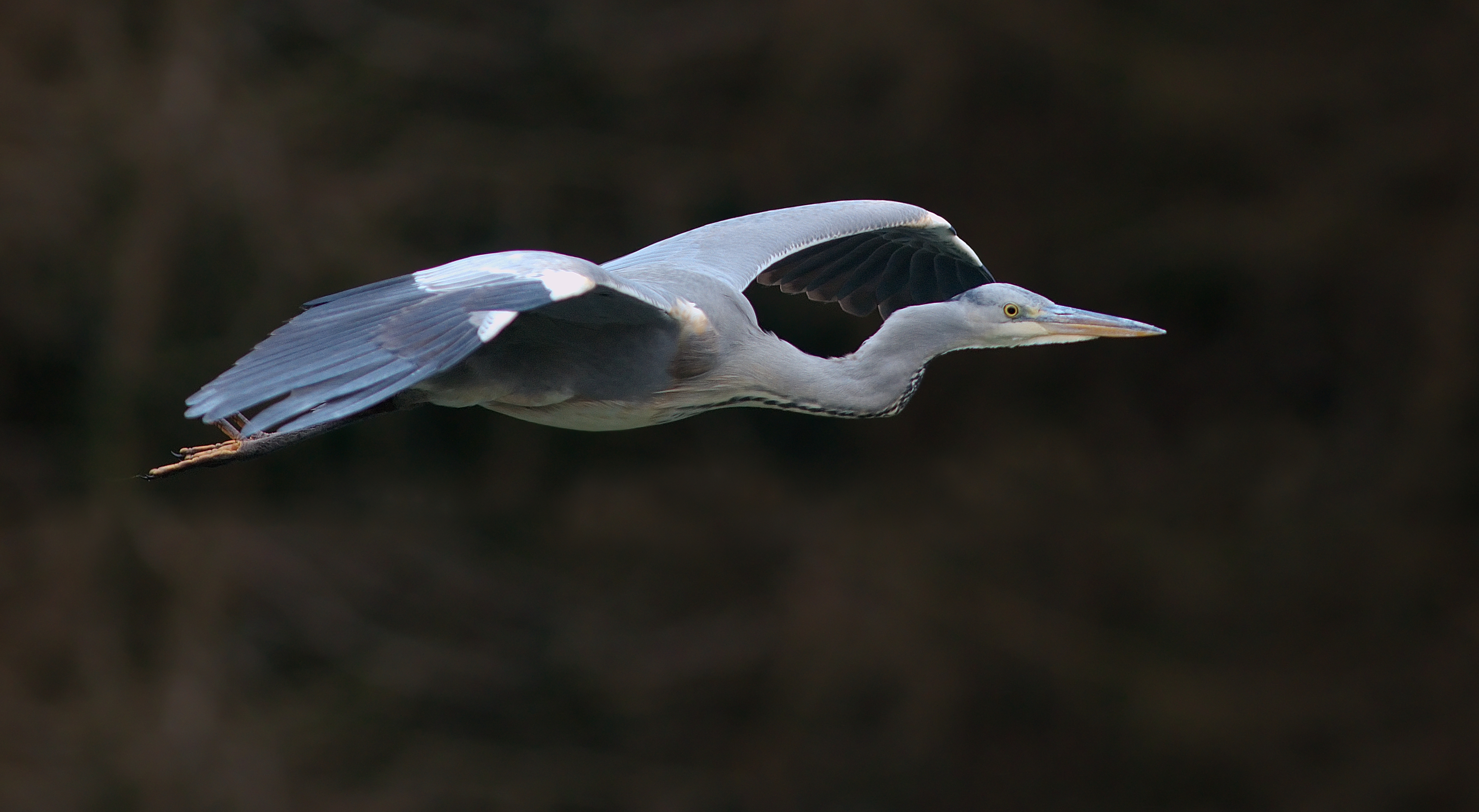
Héron cendré.
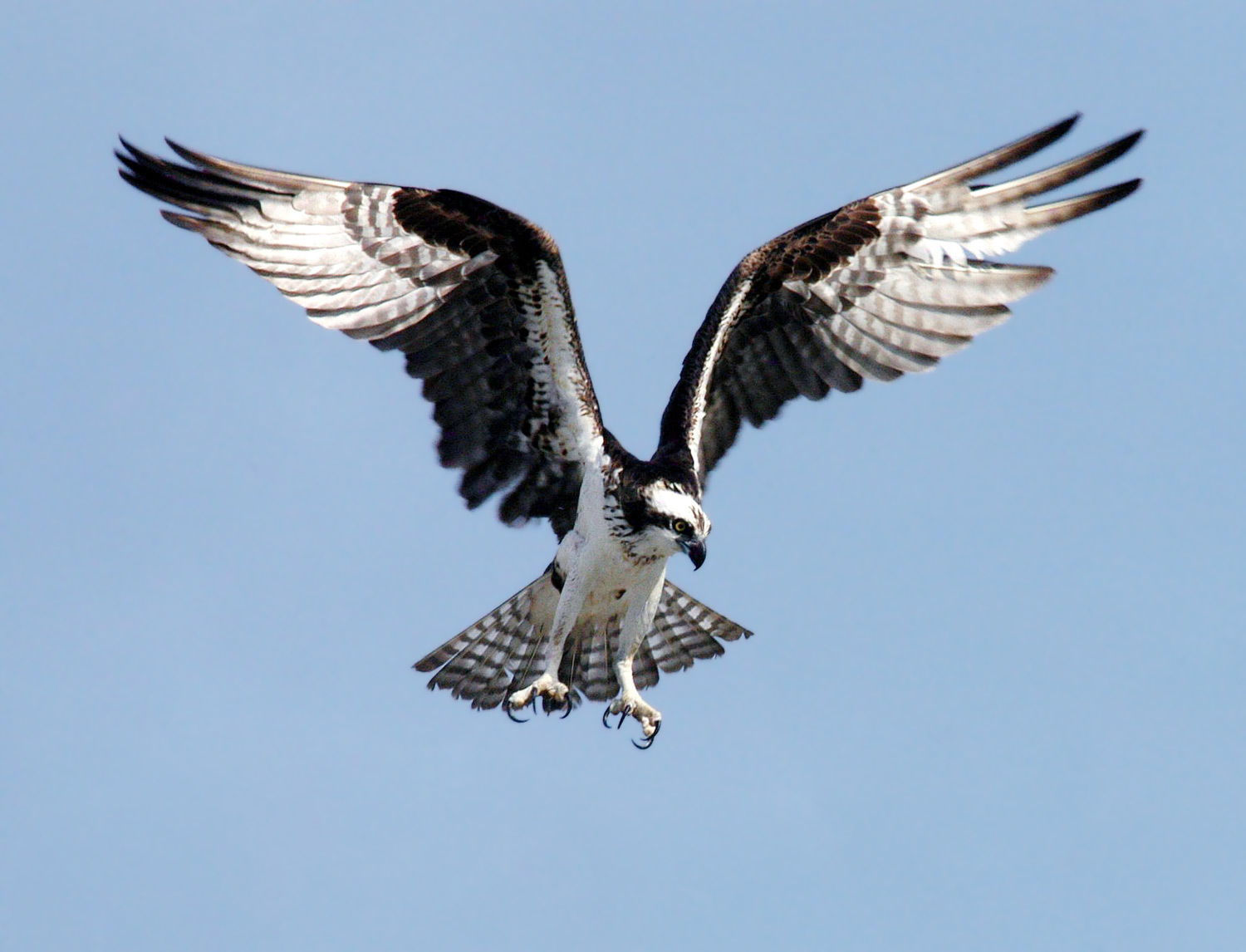
Balbuzard.
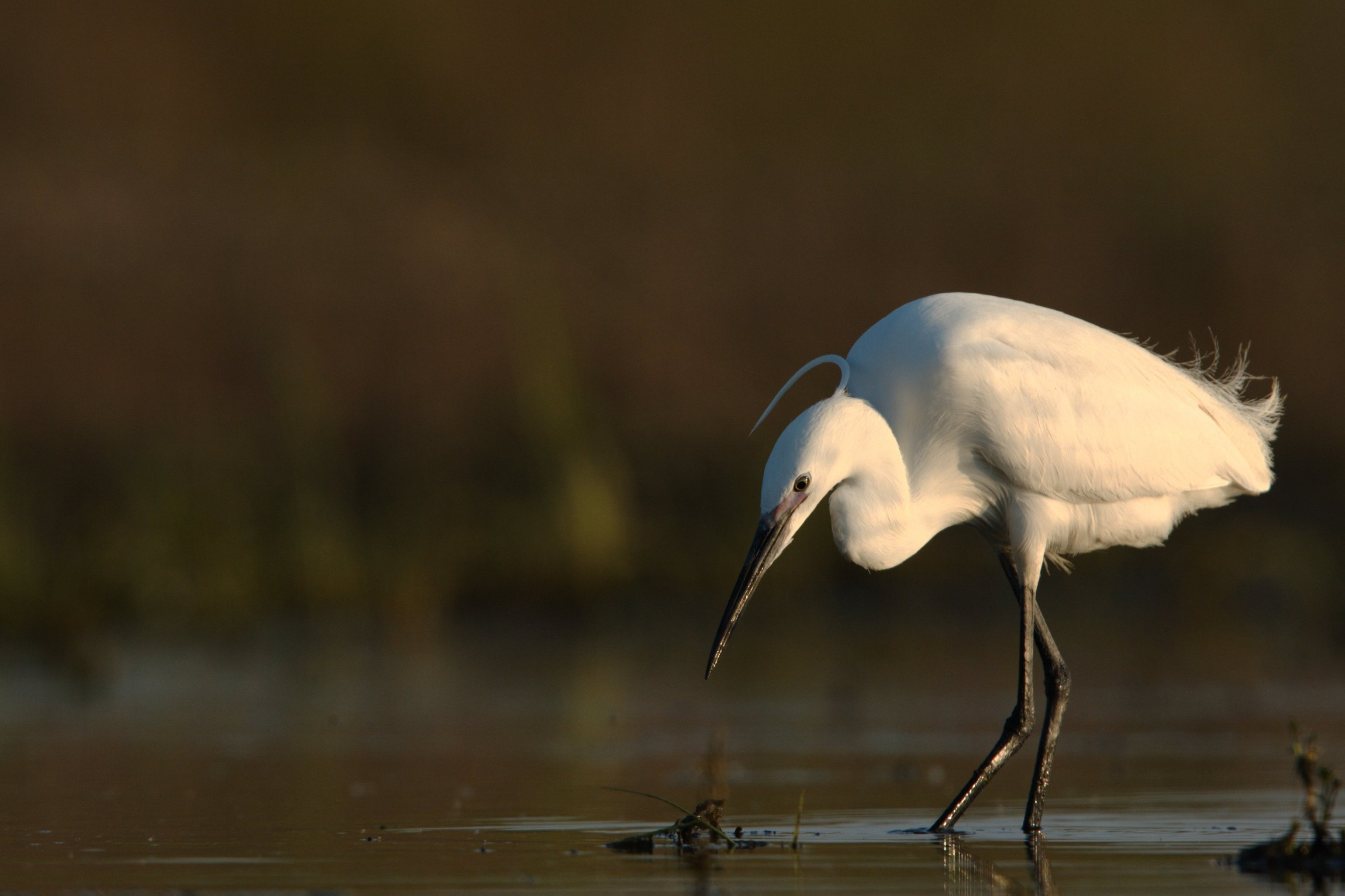
Aigrette garzette.

Mammifères
Forte densité d’ongulés (chevreuil, sanglier), et cerf (depuis une dizaine d’années pour ce dernier). Renards, blaireaux, martres. Nombreux chiroptères non inventoriés. À noter le passage de castors le long de la Choisille certains hivers.
Arbres remarquables
Les espèces dominantes en forêt sont le chêne, le charme et le châtaignier, avec quelques stations de hêtres. Présence de merisiers et de cormiers en lisière.
Dans le parc ont été plantées diverses espèces exotiques : Cèdre de Liban (38 m de haut), ginkgo biloba, tulipier de Virginie, cèdre de l’Atlas, noyer d’Amérique, hêtre pourpre, althéa, copalme d’Amérique, if du Japon, poirier de Callery, prunier myrobolan, sapin d’Andalousie…
Flore herbacée
La flore herbacée n’a pas été inventoriée systématiquement, mais on peut noter la présence d’espèce protégées régionalement, comme la véronique de montagne, et d’orchidées telles que le céphalanthère à longue feuilles ou l’épipactis à petites feuilles.

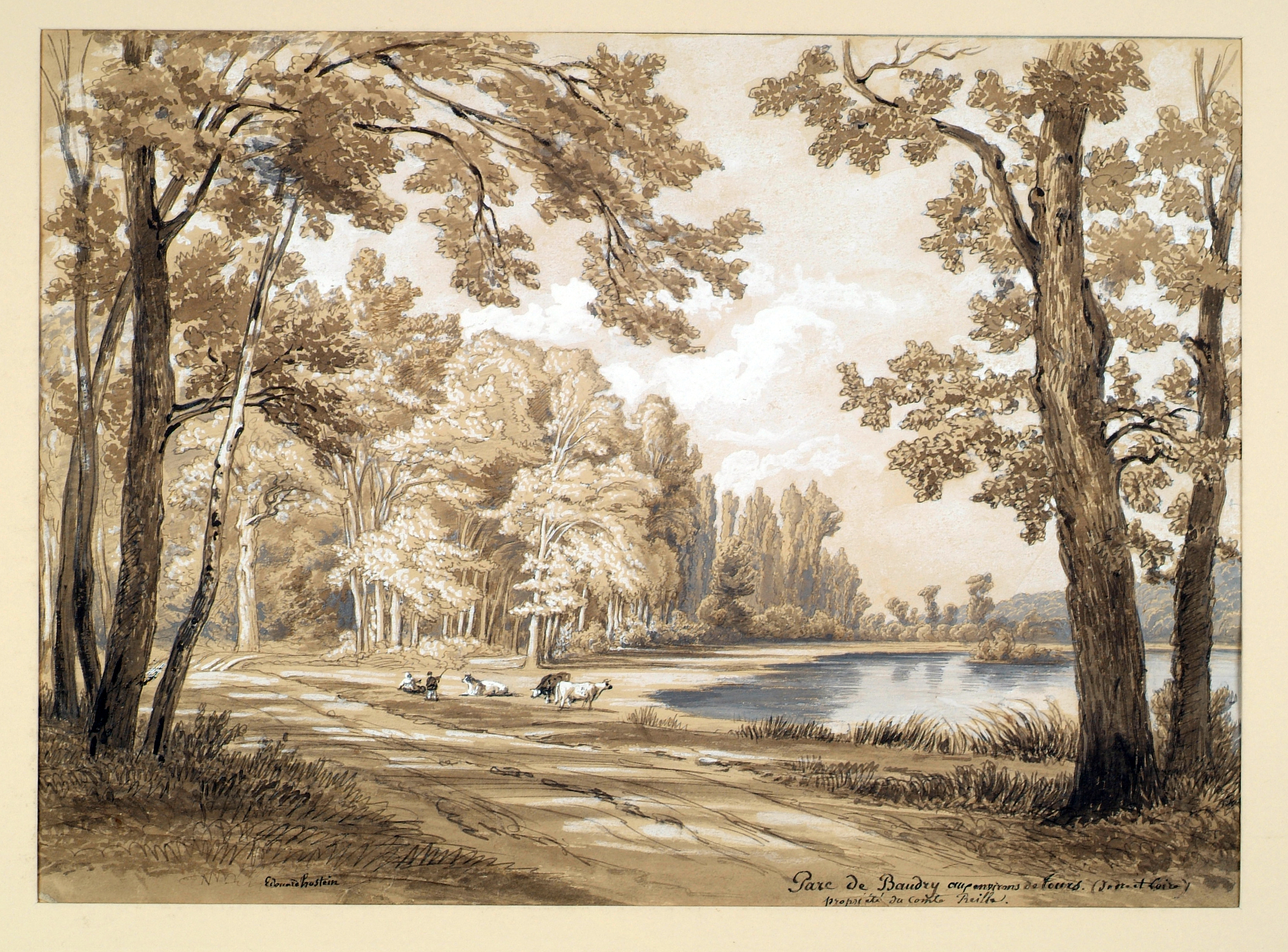
Dessin Parc de Baudry aux environs de Tours. (Indre et Loire) - propriété du Comte Reille, par Édouard Hostein

## Sources
- L. Berluchon, « Le parc et les canaux de Baudry », Jardins de Touraine,‎ 1940
- André Montoux, « Le château de Baudry à Cerelles », Bulletin de la Société archéologique de Touraine, vol. XLII,‎ 1989, p. 179–197
- Guy-Marie Oury, « La maison des moines de Saint-Julien à Cerelles : le manoir de Châtenay », Bulletin de la Société archéologique de Touraine, vol. XLIV,‎ 1996, p. 843–846
- Suzanne Pillorget, « Gabriel Taschereau de Baudry, notable tourangeau et lieutenant général de la police de Paris », dans Actes du 95e congès des Sociétés savantes, Reims, 1970, section d'histoire moderne et contemporaine, vol. II, Paris, Bibliothèque nationale, 1974, p. 345–360
- Toulier (Christine), « Édouard André à Baudry (Indre et Loire) », dans André (Florence), de Courtois (Stéphanie), Édouard André (1840-1911), un paysagiste botaniste sur les chemins du monde, Éditions de l'Imprimeur, 2001, p. 213-220.